# 't Hoeveke
 (août 2025).
Si vous disposez d'ouvrages ou d'articles de référence ou si vous connaissez des sites web de qualité traitant du thème abordé ici, merci de compléter l'article en donnant les références utiles à sa vérifiabilité et en les liant à la section « Notes et références ».
't Hoeveke est une fermette bâtie en 1638 sur le territoire de la commune actuelle d'Evere en Belgique. Elle constitue le patrimoine rural le plus ancien de la commune. Depuis 1997, c'est un monument classé au patrimoine immobilier de la Région de Bruxelles-Capitale.

## Toponymie
't hoeveke, en néerlandais signifie « la fermette ».

## Situation et description
Elle est située au no 3 de la rue de la Marne à Evere. Le bâtiment épouse le tracé d'un embranchement (via vicinalis) de l'antique via publica entre Cortoriacum et Atuatuca Tungrorum où elle rejoignait la via Agrippinensis.
Les murs du rez-de-chaussée de la partie la plus ancienne sont édifiés en moellons de poudingue, à l'avant comme à l'arrière. Les murs de surcroit du comble sont en briques de terre compressée. Le toit à deux versants est recouvert de tuiles pannes. Le versant arrière est ajouré par quatre petites lucarnes.
Un bâtiment datant du début du XXe siècle est accolé à la fermette primitive donnant, à l'ensemble une forme de L.
Tous les matériaux utilisés sont extraits et façonnés sur place. Des carrières à ciel ouvert sont exploitées à Evere et Diegem entre le Moyen Âge et la fin du XIXe siècle tandis que la brique et la tuile sont façonnées à Evere de façon saisonnière, dès le début du XIXe siècle, puis industriellement, jusqu'au milieu du XXe siècle.

## Historique
Les parties les plus anciennes sont édifiées en 1638. À l'époque, elles font partie d'une grande métairie qui est la résidence du bourgmestre représentant le seigneur d'Evere et dont l’existence est avérée depuis le XVIe siècle.
Durant le XIXe siècle, le corps de logis est abattu et la partie sauvegardée est divisée en logements et dépendances pour trois familles d'agriculteurs.
En 1970, les trois logements et le bâtiment du XIXe siècle sont convertis en une seule zone d'habitation.
En 1975, l'ensemble, devenu propriété de la commune d'Evere, est transformé en salle de fête.
Le 17 avril 1997, les façades, la toiture de l'ensemble, ainsi que la parcelle et les voiries adjacentes sont classées au patrimoine immobilier par la Région de Bruxelles-Capitale.
En 2011, l'infrastructure ne répondant plus aux normes de sécurité en vigueur, le Conseil municipal décide de rénover le bâtiment ainsi que d'aménager l'agencement des salles afin de dédier l'ensemble à des événements culturels. Ces rénovations, pour un montant de 220 000 EUR, portant sur la sécurité, l'équipement et l'électricité ont été financées par la commune aidée par des financements privés.
Actuellement, le site peut être utilisé six fois l'an par la Communauté française et trois fois par la Communauté flamande.

## Accès
- Ligne 55 du tramway de Bruxelles, arrêts « Paix » ou « Tilleul »
- Ligne 64 des autobus de Bruxelles, arrêt « Paix »